# Whakatane
Whakatane är en stad i Nya Zeeland som ligger vid mynningen av Whakatane River cirka 90 kilometer nordost om Rotorua och cirka 100 kilometer sydöst om Tauranga på Nordön. Whakatane är administrativt centrum för regionen Bay of Plenty och Whakatane District och vid folkräkningen 2018 hade staden 14 019 invånare.
Staden ligger i en vulkanisk region i närheten av vulkanerna Whakaari, Putauaki, Moutohora och Mount Tarawera.

## Historia
Enligt Maoritraditioner landsteg Toi-te-huatahi, senare känd som Toi-kai-rakau, vid Whakatane cirka år 1150 under sökandet efter sonsonen Whatonga. Då han inte hittade Whatonga bestämde han sig för att bosätta sig i området och byggde en befästning på udden Whakatane Heads högsta punkt. Drygt 200 år senare ankom kanoten Mātaatua till Whakatane under den stora migrationen.
Namnet Whakatāne kommer från en incident som ska ha inträffat när Mataatua anlände till floden Whakatanes mynning. Befälhavaren Toroa hade tagit med sig sina män i land. Under tiden de var borta började kanoten att driva bort från stranden med det utåtgående tidvattnet. Toroas dotter Wairaka såg faran och hon ropade Me whakatāne au i ahau! (jag ska agera som en man) och började paddla och med hjälp av de andra kvinnorna lyckades hon rädda kanoten.
Området beboddes sedan under århundraden av iwin Ngāti Awa som räknar sitt ursprung tillbaka till Toroa. Den rika tillgången på naturresurser, jordbruksmark och transportmöjligheter längs floderna och stränderna gjorde att regionen var tätbefolkad. Under mitten av 1800-talet låg ett flertal byar på platsen där staden nu ligger. Den inledande kontakten med européer var sporadisk och indirekt. Linhandlare tros ha besökt platsen i början av 1800-talet. Church Mission Societys fartyg Herald besökte Whakatane 1828. Under 1830-talet etablerades handel på platsen.
Området kring Whakatane spelade en viktig roll under nyzeeländska krigen med början 1865 då Pai Mārireanhängare kapade skonaren Kate och dödade befälhavaren James Fulloon och två besättningsmedlemmar. Detta ledde till en tillfällig militär ockupation av bosättningen. I mars 1869 anföll Te Kooti och hans män Whakatane, de plundrade och förstörde handelsposterna och husen innan de drevs tillbaka till Urewera.
Staden växte gradvis, 1875 fanns två affärer, två hotell, en kvarn och en skola. Mellan 1916 och 1921 var Whakatane den snabbast växande staden i Nya Zeeland. Ett pappersbruk grundades 1939 och var den största arbetsgivaren i området fram till 1980-talet.

## Klimat
Whakatane har ett varmt och soligt klimat med mycket regn. Staden var the Sunshine Capital of New Zealand 2010, 2012, 2013 och 2014.
|                                            | Jan  | Feb  | Mar  | Apr   | Maj   | Jun  | Jul   | Aug   | Sep  | Okt  | Nov  | Dec  |
| ------------------------------------------ | ---- | ---- | ---- | ----- | ----- | ---- | ----- | ----- | ---- | ---- | ---- | ---- |
| Normaldygnets maximitemperaturs medelvärde | 24   | 24,2 | 22,7 | 20    | 17,2  | 14,8 | 14,2  | 15    | 16,6 | 18,3 | 20,3 | 22,3 |
| Normaldygnets minimitemperaturs medelvärde | 13,8 | 14,1 | 12   | 8,9   | 6,4   | 4,1  | 3,6   | 4,4   | 6,5  | 8,5  | 10,4 | 12,7 |
|                                            |      |      |      |       |       |      |       |       |      |      |      |      |
| Nederbörd                                  | 74,9 | 83,1 | 86   | 103,3 | 105,3 | 129  | 132,4 | 112,7 | 91,9 | 99,3 | 75,6 | 95,5 |

| Diagram | temperaturer i °C • månadsnederbörd i mm • Källa: | temperaturer i °C • månadsnederbörd i mm • Källa: | temperaturer i °C • månadsnederbörd i mm • Källa: | temperaturer i °C • månadsnederbörd i mm • Källa: | temperaturer i °C • månadsnederbörd i mm • Källa: | temperaturer i °C • månadsnederbörd i mm • Källa: | temperaturer i °C • månadsnederbörd i mm • Källa: | temperaturer i °C • månadsnederbörd i mm • Källa: | temperaturer i °C • månadsnederbörd i mm • Källa: | temperaturer i °C • månadsnederbörd i mm • Källa: | temperaturer i °C • månadsnederbörd i mm • Källa: | temperaturer i °C • månadsnederbörd i mm • Källa: |
|         | 75 24 14                                          | 83 24 14                                          | 86 23 12                                          | 103 20 9                                          | 105 17 6                                          | 129 15 4                                          | 132 14 4                                          | 113 15 4                                          | 92 17 7                                           | 99 18 9                                           | 76 20 10                                          | 96 22 13                                          |

## Demografi
| Befolkningsutvecklingen i Whakatāne 1966–2018 | Befolkningsutvecklingen i Whakatāne 1966–2018 | Befolkningsutvecklingen i Whakatāne 1966–2018 | Befolkningsutvecklingen i Whakatāne 1966–2018 | Befolkningsutvecklingen i Whakatāne 1966–2018 |
| --------------------------------------------- | --------------------------------------------- | --------------------------------------------- | --------------------------------------------- | --------------------------------------------- |
|                                               |                                               |                                               |                                               |                                               |
| År                                            |                                               |                                               | Folkmängd                                     |                                               |
| 1966                                          | 1966                                          |                                               | 8 637                                         |                                               |
| 1971                                          | 1971                                          |                                               | 9 748                                         |                                               |
| 1976                                          | 1976                                          |                                               | 11 542                                        |                                               |
| 1981                                          | 1981                                          |                                               | 15 159                                        |                                               |
| 1986                                          | 1986                                          |                                               | 15 954                                        |                                               |
| 1991                                          | 1991                                          |                                               | 16 662                                        |                                               |
| 1996                                          | 1996                                          |                                               | 17 496                                        |                                               |
| 2001                                          | 2001                                          |                                               | 17 775                                        |                                               |
| 2006                                          | 2006                                          |                                               | 13 218                                        |                                               |
| 2013                                          | 2013                                          |                                               | 12 885                                        |                                               |
| 2018                                          | 2018                                          |                                               | 14 019                                        |                                               |
|                                               |                                               |                                               |                                               |                                               |